# Schlacht von Hubbardton
Ticonderoga – Hubbardton – Fort Ann – Oriskany – Bennington – Saratoga (Freemans Farm – Bemis Heights) – Fort Clinton und Fort Montgomery

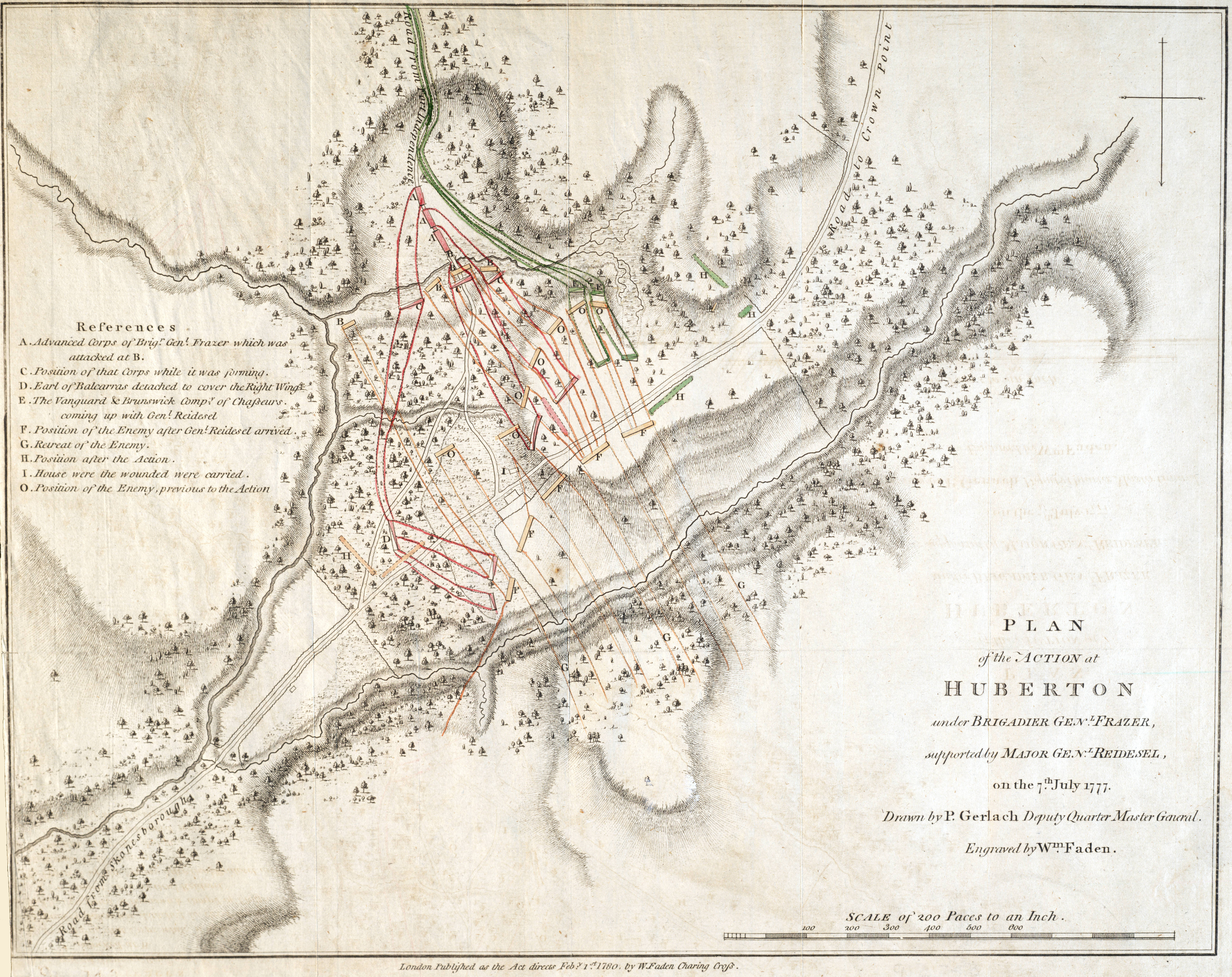
Zeitgenössische Karte zur Schlacht von Hubbardton

Die Schlacht von Hubbardton fand während des Saratoga-Feldzuges im Amerikanischen Unabhängigkeitskrieg statt, als am Morgen des 7. Juli 1777 britische Streitkräfte unter General Simon Fraser die Nachhut der sich aus Fort Ticonderoga zurückziehenden amerikanischen Streitkräfte angriffen. Hubbardton war die einzige Schlacht, die im Amerikanischen Unabhängigkeitskrieg in Vermont geschlagen wurde.
Der amerikanische Befehlshaber war John Stark, Anführer der Miliz aus New Hampshire. Die Briten gewannen, was Verwundete und Gefangene betrifft, aber der amerikanische Widerstand erlaubte es dem Hauptteil ihrer Streitkräfte, nach Fort Edward zu ziehen und an späteren Schlachten des Feldzuges teilzunehmen.